# Gudrun Weerasinghe
Gudrun Weerasinghe (* 20. Februar 1954 in Essen; † 7. Dezember 2010 ebenda) war eine deutsche Tierkommunikatorin, Autorin und seit 1985 freischaffende bildende Künstlerin, die sowohl durch Fernsehauftritte und Presseartikel, als auch durch Kunstausstellungen im In- und Ausland bekannt wurde.

## Leben
Gudrun Weerasinghe wurde in Essen geboren. Nach ihrem Abitur studierte sie Soziologie, Pädagogik, Psychologie und Kunst an der Universität Essen.
Sie arbeitete zunächst als Realschullehrerin, später unterrichtete sie an einer Krankenhausschule. Von 2004 bis 2010 besaß sie einen zweiten Wohnsitz in den Arabischen Emiraten. Dort setzte sie sich in den königlichen Ställen insbesondere für Kamele, Pferde und Falken ein. In den letzten Jahren ihres Lebens gab sie ihr Wissen in Seminaren weiter und widmete sich hauptberuflich dem Tierschutz. Sie schrieb vier Bücher und war zu Gast in abendlichen Talkrunden und Tierdokumentationen.
In nationalen und internationalen Zeitschriften und Magazinen wurden Artikel zu Gudrun Weerasinghes Tätigkeiten als Tierkommunikatorin veröffentlicht, so zum Beispiel Lycos iQ (01/2007), Bella (10/2006), Jamal w Suhha, VAE (01/2006), Al Bawasel, VAE (11/2005), City Times, VAE (10/2005), Tabloid, VAE (10/2005), ZDF/ARTE (10/2005), Alles für die Frau (07/2005), Emirates Women, VAE (03/2005), WDR (01/2005), Glücksrevue (11/2004), Schweizer Zeitung / Tagesanzeiger (07/2004), Katzenecho (09/2003) sowie Tattva Viveka (11/2007).
Ferner trat Gudrun Weerasinghe in verschiedenen Fernsehsendungen auf wie zum Beispiel am 30. Mai und 2. Juni 2005 im WDR bei „Wat is?“ Jürgen von der Lippe, im WDR bei „Kölner Treff“ mit Bettina Böttinger am 4. Mai 2007 und bei „west.art“ am 22. April 2007, in 3Sat in „Tierschutzgeschichten“ am 12. Oktober 2008, im ZDF bei „Johannes B. Kerner“ am 27. April 2006, im SWR bei „Unglaubliche Tiergeschichten“ am 26. Juni 2010, bei VOX „Wildes Kinderzimmer“ am 16. Oktober 2007, bei ARTE: „Von der Faszination mit Tieren zu sprechen“ am 1. September 2010 und bei RTL II zu Gast bei Big Brother 2009 (Kommunikation mit dem Hund im Haus).
Den Kunststil Arthealing (bis 2009 markenrechtlich geschützt) entwickelte Gudrun Weerasinghe aus ethischen, tierrechtlichen Gründen. Im Dezember 2010 starb Gudrun Weerasinghe in Essen. Sie war viermal verheiratet und hatte keine Kinder.

## Werk

### Erste offizielle Tierkommunikatorin Deutschlands
Gudrun Weerasinghe war die erste offizielle Tierkommunikatorin Deutschlands. Seit ihrer Kindheit nahm sie die Bedürfnisse, Sorgen, Ängste, Schmerzen, Freuden und Glücksgefühle von Tieren wahr. In ihrer Studienzeit lebte sie vorübergehend in Liberia und Sri Lanka. Dort erhielt sie einen weiteren Einblick in die Tierpsychologie durch die Lehren der Urvölker. Als die Tierkommunikationsbewegung (Animal Communication) ca. 1996 von Amerika nach Deutschland übergriff, machte sie ihre mentalen Fähigkeiten öffentlich. In ihrer Eigenschaft als Tierkommunikatorin übersetzte sie die Bedürfnisse und Mitteilungen der Gattung Tier dem Menschen und umgekehrt. Sie arbeitete mittels der inneren Methode der Tierkommunikation, indem sie sich in den Körper und die Seele eines Tieres einfühlte. Auf diese Weise konnte sie Schmerzen bei Tieren lokalisieren. In den Vereinigten Arabischen Emiraten war sie in den königlichen Rennställen unter Vertrag. Zusammen mit Tierärzten ging Gudrun Weerasinghe den Ursachen auf den Grund, wenn die Pferde nicht erfolgreich genug liefen. Sie sprach sich jedoch gegen Pferderennen aus. Ihre Hauptaufgabe sah sie darin, den dort lebenden und oft ausgebeuteten Tieren Beistand und Trost zu schenken. Ebenso konfrontierte sie die Leser ihrer Bücher und Interviews unter anderem mit ihren Erkenntnissen, wie es sich für ein Pferd anfühlt, geritten zu werden und eine Trense mit Gebiss im Maul zu tragen. Gudrun Weerasinghe interkommunizierte mit Individuen der verschiedensten Tiergattungen. Besondere Aufmerksamkeit und Beachtung ließ sie auch den Insekten zukommen. Gudrun Weerasinghe bezeichnete sich selbst als Weltverbesserin. Sie war Vegetarierin und unterstützte Tierschutz-Projekte. In den Vereinigten Arabischen Emiraten unterhielt sie ein eigenes privates Tierheim.

### Kunstrichtung Arthealing
Gudrun Weerasinghe absolvierte an der Universität Essen ein Kunst- und Designstudium. Viele Studienreisen in alle Kontinente beeinflussten ihr künstlerisches Schaffen. Während der folgenden Jahre gründete sie die Stilrichtung „Arthealing“ bzw. „Angewandtes, ethisches Bewusstseinsdesign“ (bis 2009 markenrechtlich geschützt). Diese Kunstrichtung bringt folgendes Verständnis zum Ausdruck: Heilung durch Kunst und Heilung der Kunst. Im Gegensatz zu einigen modernen Kunststilen, die sich durch Tötungspraktiken an Tieren definieren, lautete Gudrun Weerasinghes Maxime: Tiere existieren nicht, um der Kunst zu dienen, sondern die Kunst existiert, um den Tieren zu dienen. Seit 1985 stellte sie ihre Kunstwerke in über 50 Ausstellungen weltweit aus (USA – New York, Kalifornien, Colorado, Hawaii, Kanada, Australien, China, Korea, Italien, Österreich, Niederlande, Schweden, VAE-Abu Dabi, Sri Lanka u. a.). 2001 wurde sie beim ersten internationalen digitalen Kunstwettbewerb „EuroART 2001“ ausgezeichnet. In den Jahren 2000 und 2002 gewann sie jeweils eine Goldmedaille in Montreal, Kanada. Von Oktober 2002 bis Oktober 2003 repräsentierte sie mit ihren Arthealing-Werken Deutschland unter dem Motto „10 Länder - 10 Frauen“ in der australischen Noosa Galerie.

## Matrix Sensation
Hierbei handelt es sich um eine sogenannte Quantenheilungstechnologie. Grundlage sind das Gewahrwerden eines Bewusstseinszustandes der Gedankenstille sowie Erkenntnisse aus der Quantenphysik, Welle-Teilchen-Dualismus. Es sollen dadurch heilende Transformationen hervorgerufen werden. Gudrun Weerasinghe kombinierte die Erkenntnisse und Lehren von Frank Kinslow (Quantum Entrainment), Richard Bartlett (Matrix Energetics), Richard Gordon (Quantum Touch) und anderer Heiler mit ihrem eigenen Wissensschatz und ihren Erfahrungen. Daraus gründete sie den Begriff „Matrix Sensation“. Gudrun Weerasinghe wendete „Matrix Sensation“ bei Tieren und Menschen an.

## Zitate
- „In den Bildern von Gudrun Weerasinghe wandeln sich die Stilelemente vom vordergründigen Abbild zum heutigen Arthealing, wie sie es nennt, denn Bilder empfangen ein Wesen durch ihre Schöpfung. Sie beinhalten metaphysische Schwingungen, die auf den Betrachter einwirken können, seine Stimmung beeinflussen, ändern.“[4].
- „Die Menschen, die gern angepasst durchs Leben laufen und Wert legen auf das Ansehen der Gesellschaft, unterdrücken stetig und immerzu ihre uns allen angeborenen spirituellen oder mentalen Fähigkeiten.“[5]
- „Stimmen kann man nicht wahrnehmen, weil Tiere ja keine bestimmte Sprache sprechen, das ist ein sehr wichtiger Punkt! In vielen Seminaren wird den Leuten leider beigebracht in Ich-Form Stimmen zu hören. Teilnehmer, die anfangen Stimmen zu vernehmen oder die die Tiere in der ersten Person Singular „reden“ hören, bitte ich einen Arzt aufzusuchen.“[6]
- „M: Sie arbeiten in den Vereinigten Arabischen Emiraten auch viel mit Falken. Wie müssen wir uns das vorstellen, wenn Ihnen ein Falke seine traurige Lebensgeschichte „erzählt“? W: Gefühle und Bilder, Hunger, Sehnsucht, Fliegen wollen und nicht können, Gefangenschaft. Ich empfinde die Qual, eine Maske tragen zu müssen, so als wenn ich selbst der Vogel wäre. Unten auf dem Boden zu stehen im Käfig, anstatt hoch über alles hinweg schauen zu können. Angst davor haben, angefasst zu werden. Stellen Sie sich vor: Auf den Falken-Messen tragen sie fast alle Masken und werden ständig von unterschiedlichen Leuten von hinten und vorne berührt. Das spüre ich, als wäre ich selbst in dem Tier. Ich weine mit den Tieren und leide, ich habe Schmerzen, Angst und Hunger.“[7]

## Bücher/CDs
- Mit Tieren kommunizieren: Geschichte einer besonderen Begegnung. Silberschnur 2001, ISBN 3-931652-87-4.
- Seelenbilder unserer Tiere: Handbuch zum Deuten der Aura. G. Reichel, ISBN 3-926388-66-8.
- Tierkommunikation, so einfach: Anleitung zum Erlernen der mentalen Kommunikation mit Tieren. Silberschnur 2008, ISBN 3-89845-245-X.
- Tierisch brillantes Tarot: Das Tarot für Tierfreunde als Hilfe für unsere Tiere. ISBN 978-3-00-028252-2.
- Tierisch brillantes Tarot: Das Tarot für Tiere. Karten-Set mit 78 Künstlerkarten 2009, EAN: 4280000158017.
- Tierisch gut dolmetschen: Anleitung zur Tierkommunikation. Audio-CD, Lesestudio, ISBN 3-9809246-8-8.
- Tierisch gut Probleme lösen: Anleitung zur Tierkommunikation bei Verhaltensauffälligkeiten. Audio-CD, Lesestudio, ISBN 978-3-940690-00-5.